# Pandemia de COVID-19 na Guiné
Este artigo documenta os impactos da pandemia de coronavírus de 2020-21 na Guiné e pode não incluir todas as principais respostas e medidas contemporâneas.

## Linha do tempo
Em 13 de março, o primeiro caso de COVID-19 na Guiné foi confirmado, tratando-se de um belga empregado da delegação da União Europeia que testou positivo para o vírus.